# Kovačići (gmina Olovo)
Kovačići – wieś w Bośni i Hercegowinie, w Federacji Bośni i Hercegowiny, w kantonie zenicko-dobojskim, w gminie Olovo. W 2013 roku liczyła 194 mieszkańców, z czego większość stanowili Boszniacy.